# هوستیویتسکه پوندس
هوستیویتسکه پوندس (به چکی: Hostivické Ponds) یک منطقهٔ مسکونی در جمهوری چک است که در هوستیویتسه واقع شده‌است.